# 中谷諸島

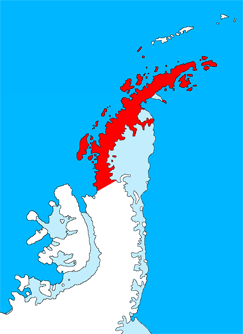
グレアムランド

中谷諸島（なかやしょとう、英語:Nakaya Islands）は、南極のクリスタル海峡にある島嶼群。グレアムランドのレイ岬北東約18kmの場所に位置する。

## 測量および図化

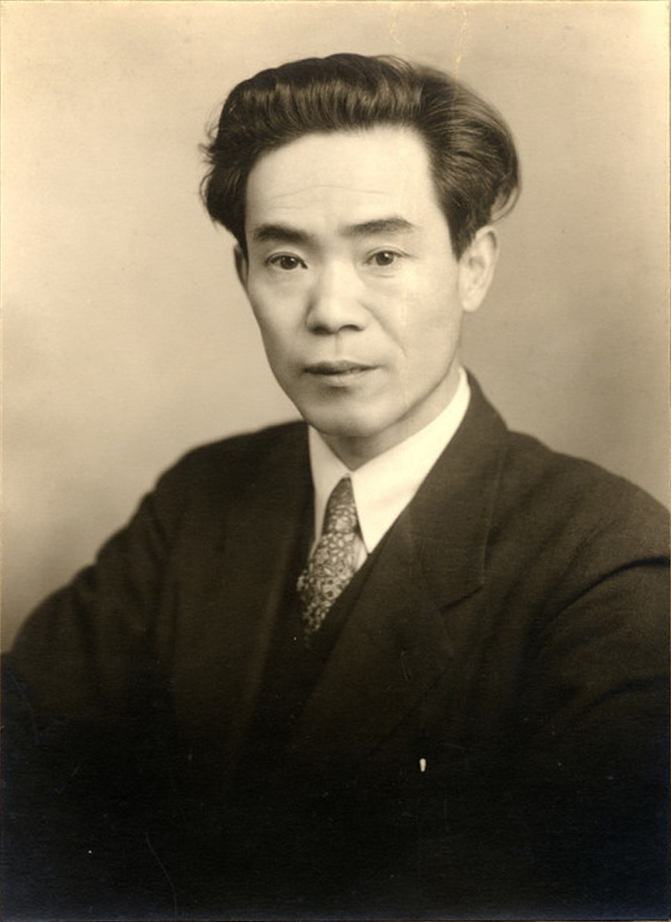
中谷宇吉郎

中谷諸島は、1956-57年のフォークランド諸島航空測量探検（Falkland Islands and Dependencies Aerial Survey Expedition）において空中撮影され、1958-59年のフォークランド諸島測量での調査によって図化された。その後、イギリス南極地名委員会によって、雪の結晶の研究で有名な日本の物理学者中谷宇吉郎にちなんで命名された。

## 動植物
ペンギン、オキアミ、ウミツバメ、コケ植物などの動植物が生息している。